# Завет (роман)
Завет је роман српског писца Славише Павловића. Роман је награђен Повељом Пегаз као најбољи роман 2010. године.
Павловић је, на основу истините приче, описао живот и борбу једне породице у Србији током Првог светског рата. Пажљиво, обраћајући пажњу на психолошку анализу ликова, писац говори о части и витештву, као и спремности за подношење жртве како би се, у тим тренуцима, остварио примарни циљ - опстанак породице. 
Роман обилује симболима и метафорама, као и парадоксима израженим током рата. Драмска тензија, коју писац истиче, нарочито у дијалошким секвенцама, једна је од одлика романа. Радња има три дела: захуктавање, раван ток и распламсавање емоција.
У појединим деловима приче наилазимо на комичне ситуације које изражавају карактер ликова када забораве да се налазе у рату.
Роман је препун неочекиваних обрта који преко мелодрамског и романтичарског заплета воде до кулминације, до великог финала и велике и истинске људске и породичне драме - сцене убиства јединог правог негативца овог романа. 
Новина Завета је, пре свега, у покушају писца да објасни свесрпски сукоб разних идеологија, генерација и различитих навика. Писац објашњава колико непотребни сукоби између Срба, изазвани због зависти и неуспеха, могу да угрозе животе других, и то толико да стварни непријатељи, против којих заједно ратују, почињу да личе на пријатеље.

## Радња
Радња прати животе Андрије Итанића, пензионисаног пуковника, и његовог сина Милића, који невољно одлази у рат и оцу оставља породицу на чување. Пре растанка се заветују један другом: Андријин задатак је да сачува породицу, Милићев да ратује и да се не предаје окупатору, јер би предајом осрамотио земљу, народ и породицу.
Током једне борбе, у близини родне куће, Милић пристаје на предају, како би спасао комшијског дечака и за њега издејствовао лекарску помоћ, а до Андрије долазе вести да се Милић намерно предао, како не би морао да ратује. Отац одлази у рат да брани част породице, а захваљујући комшијским лажима, Милић у заробљеништву добија неистиниту информацију да су му супруга и синови побијени очевом грешком. Обзиром да је као заробљеник радио на салашу, заљубљује се у власницу имања, аустријску грофицу и са њом започиње нови живот. Овај део књиге се разликује од претходног јер представља искрену љубавну причу.
Оног тренутка када се рат заврши, Милић, не знајући да су му супруга и деца живи, креће у коначни обрачун са оцем, у жељи да се освети за смрт породице, док Андрија, жељно ишчекујући Милићев повратак, тражи освету за предају, и не може да се помири са чињеницом да се његов син оженио и заборавио на прву супругу и синове.